# Sestiere (Veneția)
Sestiere este unul dintre cele șase zone sau districte în care se divide orașul Veneția ((Italia). Corespunde cartierelor din alte orașe (quartiere în limba italiană), care reprezentau în mod ideal a patra parte a unui castru roman, schema ideală de construire a unui număr mare de centre urbane din Europa.
Subdiviziunea urbană în sestiere datează de la originile Veneției; numerotarea este unică pentru fiecare sestiere, cu unele excepții pentru zone mai mari care includ insule neunite prin poduri, și ajung la numere cu patru cifre. Acest sistem special de numerotare, combinat cu complexitatea naturală a sistemului de străzi venețiene, determină existența aceluiași număr în diferite locuri aflate la mică distanță unul de celălalt.

## Etimologie
Termenul provine din latinescul sextarius, care înseamnă « a șasea parte ».
În limba italiană, termenul care există din secolul al XII-lea se scrie sestiere la singular (pronunțat [sestiere]) și sestieri la plural ([sesti'eri]).

## Sestiere
Veneția este formată din șase sestiere, trei pe malul stâng al Canal Grande (de çitra, « de aici ») și trei pe malul drept (de ultra, « de acolo ») :
- Malul stâng:
  - Cannaregio, cel mai mare sestiere; denumit astfel pentru că s-a dezvoltat într-o zonă mlăștinoasă plină de canneti (stuf);
  - Castello, care înglobează și insula-cimitir San Michele; și-a luat numele de la o fortăreață azi dispărută în jurul căreia s-a dezvoltat zona;
  - San Marco, care înglobează și insula San Giorgio Maggiore de pe cealaltă parte a canalului Giudecca; își ia numele de la Piața San Marco;
- Malul drept:
  - Dorsoduro, care înglobează și insulele Giudecca, Sacca Fisola și Sacca San Biagio de pe cealaltă parte a canalului Giudecca; își datorează probabil numele poziției de pe dunele de nisip compacte din această zonă; Acest  Sestiere  parte a insulei Giudecca unit la sud de centrul istoric al Veneției;
  - San Polo, este cel mai central și cel mai mic dintre sestierele Veneției;
  - Santa Croce.

## Numerotarea clădirilor

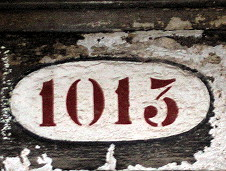
Nr.1 1013 dintr-un sestiere al Veneţiei.

În Veneția, numerotarea clădirilor (numero anagrafico, « numerotare civică », prescurtată N.A.) nu este stabilită pe străzi, ci pe sestiere. O adresă este astfel definită în întregime de număr și de sestiere: numele străzii este de prisos. « 1165 Dorsoduro » nu este deloc ambiguu, deoarece există un singur număr 1165 în întregul sestiere Dorsoduro.
Introdusă de ocupanții austrieci în secolul al XIX-lea, această numerotare urmează o cale spirală care permite venețienilor să localizeze destul de intuitiv o adresă, dar în schimb pot deruta complet pe vizitatorul ocazional, deoarece două clădiri apropiate una de cealaltă pot să aibă numere complet diferite. Numerele existente sunt următoarele:
- Cannaregio: 1 - 6426
- Castello: 1 - 6828
- Dorsoduro: 1 - 3964
- Giudecca: 1 - 820
- San Marco: 1 - 5562
- San Polo: 1 - 3144
- Santa Croce: 1 - 2359

Într-un mod similar cu nizioleti, indicatoarele venețiene ale străzilor, plăcile cu numere sunt pictate cu caractere roșu închis pe fundal alb în interiorul unui cadru oval negru amplasat pe pragul de sus al ușii.

## Gondole

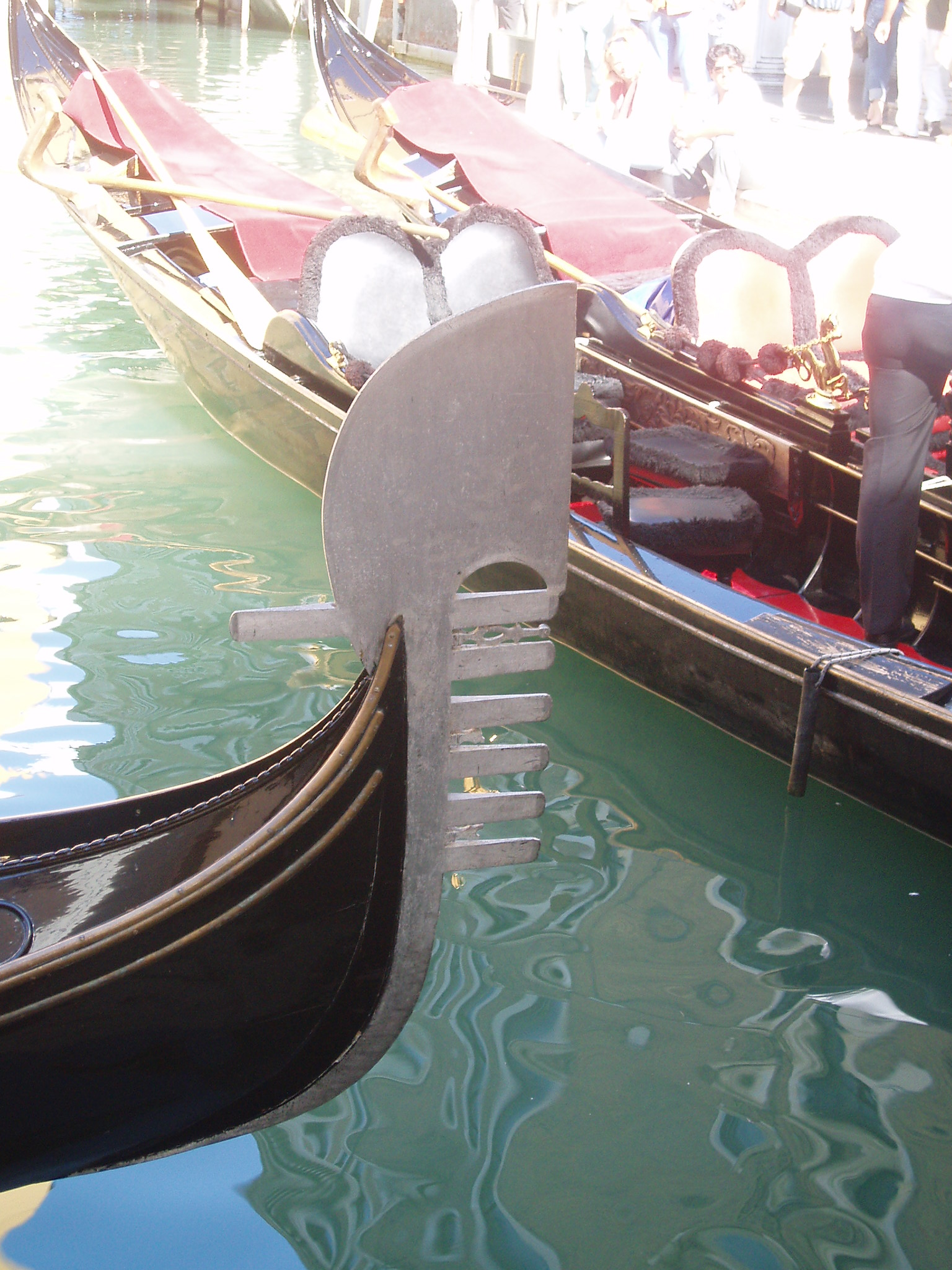
Fierul de la prova unei gondole.

Sestierele Veneției sunt simbolizate prin cele șase bare orizontale paralele, care se află una deasupra celeilalte pe fierul de la prova gondolelor. Curbura decorației reprezintă Canal Grande. O bară finală, orientată în spate în sens invers celorlalte șase, simbolizează Giudecca.

## Istoric
Originile sestierelor datează din 1171. La acea vreme, din rațiuni fiscale, Veneția a fost împărțită în șase zone repartizate egal de o parte și de alta a Canal Grande.

## Alte teritorii venețiene

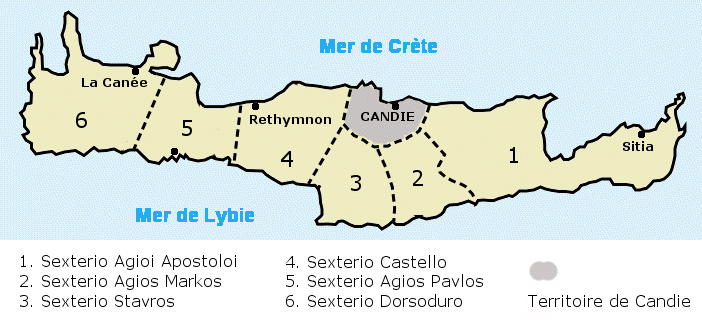
Division en sexteria de la Crète pendant l'occupation vénitienne (outre le territoire de Candie, en gris).

Divizia sexteria din Creta în timpul ocupației venețiene (în afară de teritoriul Candia, în gri).
În Laguna Venețiană, insulele Burano și Pellestrina sunt de asemenea împărțite în sestiere. Cu toate acestea, Burano are doar cinci și Pellestrina patru.
În secolul al XIII-lea, insula Creta a fost sub controlul direct al Republicii Venețiene, fiind o regiune administrativă specială numită Regatul Candia. Insula a fost inițial împărțită în șase sexteria ale căror nume corespund șase sestiere ale orașului Veneția:
1. Sexterio Agioi Apostoloi
2. Sexterio Agios Markos
3. Sexterio Stavros
4. Sexterio Castello
5. Sexterio Agios Pavlos
6. Sexterio Dorsoduro

Termenul sestiere este folosit și în alte orașe italiene pentru a desemna cartierele din centrul istoric, dar fără a avea vreo legătură cu Veneția.